# Румунија на Европском првенству у атлетици у дворани 2021.
Румунија је учествовала на 36. Европском првенству у дворани 2021 који се одржао у Торуњу, Пољска, од 4. до 7. марта. Ово је било тридесет четврто европско првенство у дворани на коме је Румунија учествовала. Репрезентацију Румуније представљала су 15 такмичара (6 мушкараца и 9 жена) који су се такмичили у 13 дисциплине (4 мушке и 9 женских).
На овом првенству Румунија није освојила ни једну медаљу. У табели успешности према броју и пласману такмичара који су учествовали у финалним такмичењима (првих 8 такмичара) Румунија је са 4 учесника у финалу заузела 20. место са 9 бодова.
| Пл. | Земља    | 1. место | 2. место | 3. место | 4. место | 5. место | 6. место | 7. место | 8. место | Бр. фин.-Бод. |
| --- | -------- | -------- | -------- | -------- | -------- | -------- | -------- | -------- | -------- | ------------- |
| 20. | Румунија | −        | −        | −        | −        | 1−4      | 1−3      | −        | 2−2      | 4−9           |

## Учесници
| Мушкарци: - Петре Резмивес — 60 м - Роберт Парђе — 400 м - Михај Кристијан Пислару — 400 м - Космин Илије Думитраке — 60 м препоне - Алин Јонут Антон — 60 м препоне - Габријел Битран — Скок удаљ | Жене: - Марина Андреа Бабои — 60 м - Андреа Миклош — 400 м - Ленута Симјук — 1.500 м - Клаудија Бобоча — 1.500 м - Роксана Ротару — 3.000 м - Анамарија Нестериук — 60 м препоне - Даниела Станчу — Скок увис - Флорентина Костина Јуско — Скок удаљ, Троскок - Алина Ротару-Котман — Скок удаљ |  |

## Резултати

### Мушкарци
| Атлетичар               | Дисциплина   | Лични рекорд | Квалификације | Квалификације | Полуфинале            | Полуфинале            | Финале                | Финале       | Детаљи                                   |
| Атлетичар               | Дисциплина   | Лични рекорд | Резултат      | Место         | Резултат              | Место                 | Резултат              | Место        | Детаљи                                   |
| ----------------------- | ------------ | ------------ | ------------- | ------------- | --------------------- | --------------------- | --------------------- | ------------ | ---------------------------------------- |
| Петре Резмивес          | 60 м         | 6,69         | 6,99          | 6. у гр. 7    | Није се квалификовао  | Није се квалификовао  | Није се квалификовао  | 63 / 63 (65) | Архивирано на веб-сајту (30. април 2021) |
| Роберт Парђе            | 400 м        | 47,02        | 47,58 КВ      | 2. у гр. 5    | 48,35                 | 6. у гр. 1            | Није се квалификовао  | 18 / 48 (49) |                                          |
| Михај Кристијан Пислару | 400 м        | 47,41        | 48,11         | 5. у гр. 1    | Нису се квалификовали | Нису се квалификовали | Нису се квалификовали | 42 / 48 (49) |                                          |
| Космин Илије Думитраке  | 60 м препоне | 7,82         | 7,91 (.904)   | 7. у гр. 4    | Нису се квалификовали | Нису се квалификовали | Нису се квалификовали | 29 / 35      |                                          |
| Алин Јонут Антон        | 60 м препоне | 7,88         | 8,19          | 7. у гр. 3    | Нису се квалификовали | Нису се квалификовали | Нису се квалификовали | 35 / 35      |                                          |
| Габријел Битран         | Скок удаљ    | 8,14         | 7,74 кв       | 7.            |                       |                       | 7,72                  | 8 / 14       |                                          |

### Жене
| Атлетичарка              | Дисциплина   | Лични рекорд | Квалификације      | Квалификације      | Полуфинале            | Полуфинале            | Финале                                   | Финале                | Детаљи                                   |
| Атлетичарка              | Дисциплина   | Лични рекорд | Резултат           | Место              | Резултат              | Место                 | Резултат                                 | Место                 | Детаљи                                   |
| ------------------------ | ------------ | ------------ | ------------------ | ------------------ | --------------------- | --------------------- | ---------------------------------------- | --------------------- | ---------------------------------------- |
| Марина Андреа Бабои      | 60 м         | 7,29         | 7,32 (.320) кв     | 5. у гр. 5         | 7,36                  | 6. у гр. 2            | Није се квалификовала                    | 19 / 42 (43)          |                                          |
| Андреа Миклош            | 400 м        | 51,92        | 52,57 КВ           | 2. у гр. 4         | 52,41 (.409) КВ       | 2. у гр. 1            | 52,10                                    | 6 / 39                |                                          |
| Ленута Симјук            | 1.500 м      | 4:26,97      | 4:14,94 ЛР         | 6. у гр. 3         |                       |                       | Нису се квалификовале                    | 15 / 22               |                                          |
| Клаудија Бобоча          | 1.500 м      | 4:07,05      | 4:18,00            | 5. у гр. 2         | 18 / 22               |                       | Нису се квалификовале                    |                       |                                          |
| Роксана Ротару           | 3.000 м      | 9:02,35      | Није завршила трку | Није завршила трку | Није се квалификовала | Није се квалификовала | Архивирано на веб-сајту (30. април 2021) |                       |                                          |
| Анамарија Нестериук      | 60 м препоне | 8,13         | Дисквалификована   | Дисквалификована   | Није се квалификовала | Није се квалификовала | Није се квалификовала                    | Није се квалификовала | Архивирано на веб-сајту (30. април 2021) |
| Даниела Станчу           | Скок увис    | 1,94         | 1,91 кв, ЛРС       | 4.                 |                       |                       | 1,92 ЛРС                                 | 5 / 17                |                                          |
| Алина Ротару-Котман      | Скок удаљ    | 6,74         | 6,53 ЛРС           | 10.                | Није се квалификовала | 10 / 17               |                                          |                       |                                          |
| Флорентина Костина Јуско | Скок удаљ    | 6,79         | 6,57 кв            | 7.                 | 6,38                  | 8 / 17 (18)           |                                          |                       |                                          |
| Флорентина Костина Јуско | Троскок      | 13,87        | 13,65              | 12.                | Није се квалификовала | 12 / 16               |                                          |                       |                                          |